# Anatolij Arcebarskij
Anatolij Pavlovič Arcebarskij, rusky Арцебарский, Анатолий Павлович (* 9. září 1956 Prosjana, Dněpropetrovská oblast, Ukrajinská SSR) je ukrajinský kosmonaut, který má za sebou pět měsíců působení na orbitální stanici Mir.

## Život
Po absolvování leteckého učiliště v Charkově roku 1977 pokračoval ve studiu ve škole zkušebních pilotů, přitom vykonával své povolání vojenského letce. Byl zařazen do Kyjevského vojenského okruhu resp. Severokavkazského vojenského okruhu. Úspěšně zakončil studium v roce 1983 a odešel studovat do Moskvy na Moskevský letecký institut (letecké inženýrství). Studium zde ukončil roku 1987. Mezitím při studiu v letech 1985-1987 absolvoval základní kosmonautický výcvik. V roce 1991 absolvoval let do vesmíru. V Hvězdném městečku žil v letech 1988-1994. Po návratu z vesmíru nastoupil ke studiu na Vojenské akademii Generálního štábu, dostudoval roku 1996. V letech 1999-2003 byl poradcem pro kosmické systémy u Hlavního vojenského štábu Ruské federace v Moskvě.
Je ženatý.

## Let do vesmíru
Do vesmíru se dostal na palubě kosmické lodě Sojuz TM-12 (mise katalogizována v COSPAR 1991-034A) v květnu roku 1991. Loď s volacím znakem Ozon odstartovala z kosmodromu Bajkonur a na její palubě byla trojice Arcebarskij, Sergej Krikaljov a Helen Sharmanová z Velké Británie. Dva dny po startu se loď spojila se stanicí Mir, posádka do ní přestoupila a krátce poté začala pracovat společně s předchozí posádkou. Ta ze stanice i se Sharmanovou 26. května odletěla na Zemi. Arcebarskij s Krikaljovem zde zůstali sami jako devátá základní posádka a strávili na stanici pět měsíců. Anatolij také absolvoval šest výstupů do volného vesmíru kvůli práci vně stanice. Strávil při nich ve skafandru 31 hodin. Přijali u stanice nákladní lodě Progress M-8 a Progress M-9. V říjnu byli vystřídáni další základní posádkou, která přiletěla v lodi Sojuz TM-13. Dne 10. října vzali na palubu Franze Viehböcka z Rakouska ze Sojuzu TM-13 a odletěli ve své lodi Sojuz TM-12 na Zemi. Ještě téhož dne se vrátili do Hvězdného městečka.
Je registrován jako 248. člověk ve vesmíru se 144 dny strávenými v kosmu.
- Sojuz TM-12, Mir (18. května 1991 – 10. října 1991)